# Osvaldo Borsani
Pour les articles homonymes, voir Borsani.
Osvaldo Borsani, né le 17 août 1911 à Varedo (Italie) et mort le 16 avril 1985 à Milan (Italie), est un architecte, designer et entrepreneur italien, fondateur de la société Tecno.

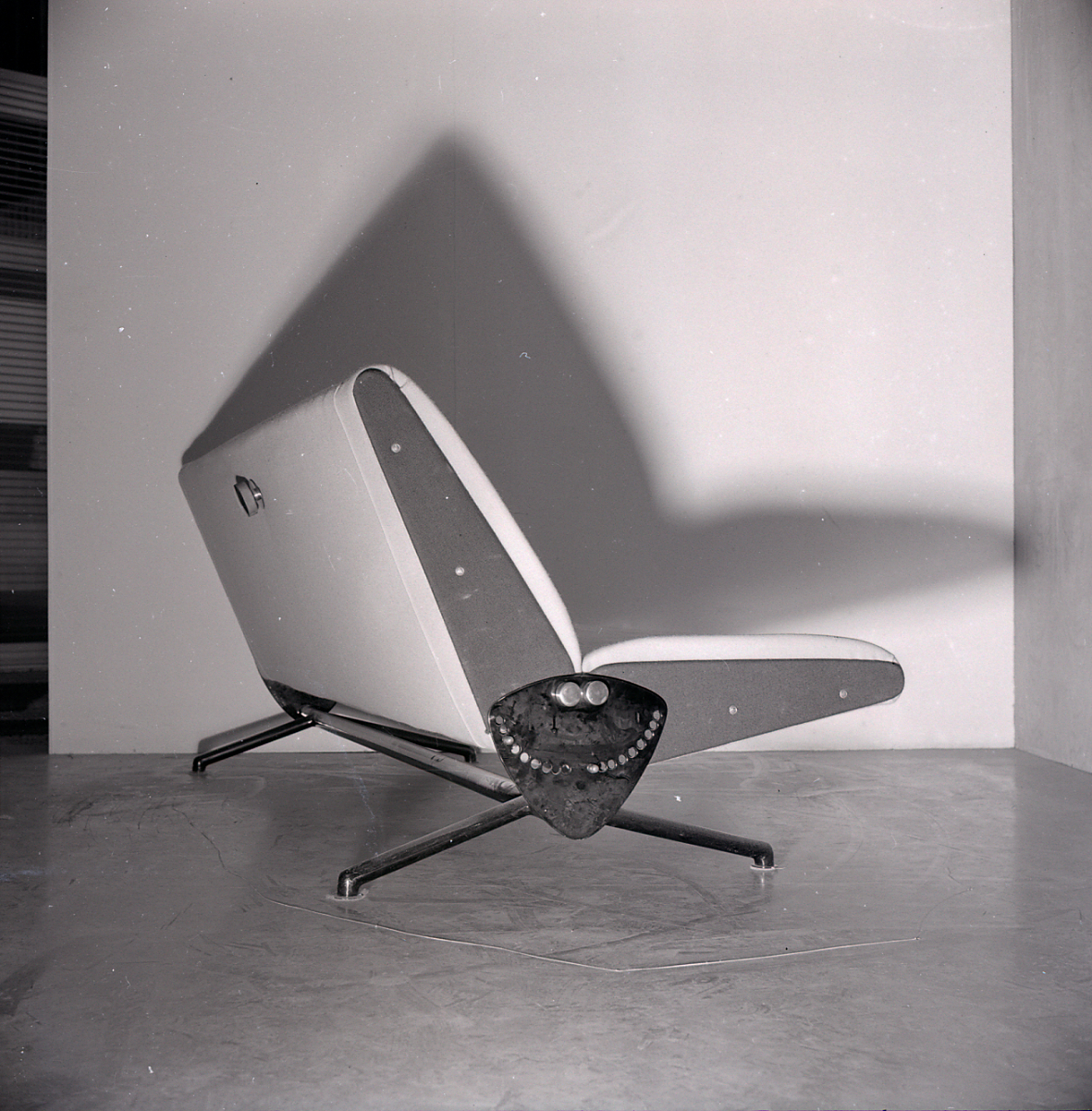
Osvaldo Borsani, mobilier pour la société Tecno. Photo de Paolo Monti, 1954.

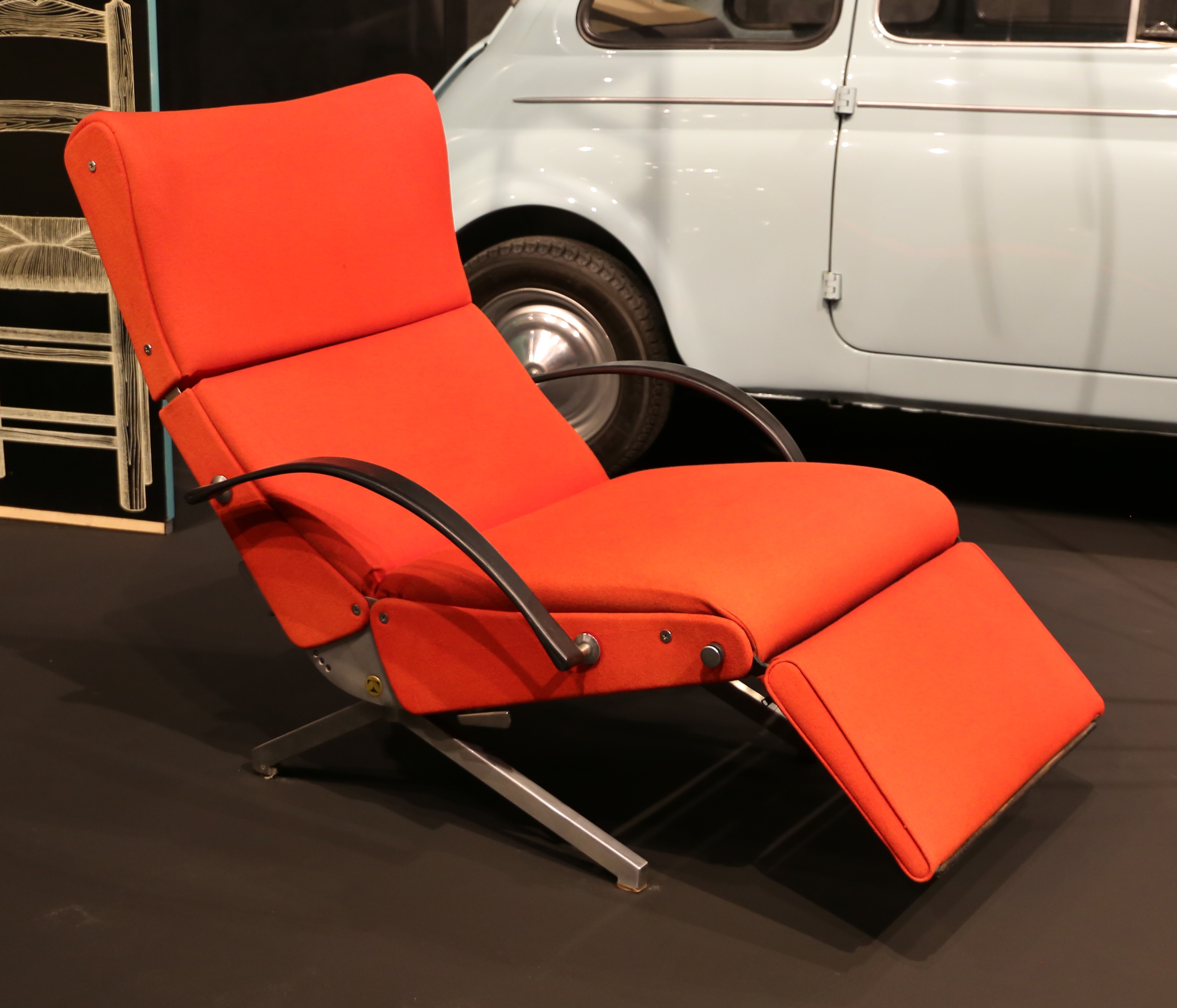
Osvaldo Borsani, mobilier pour la société Tecno.

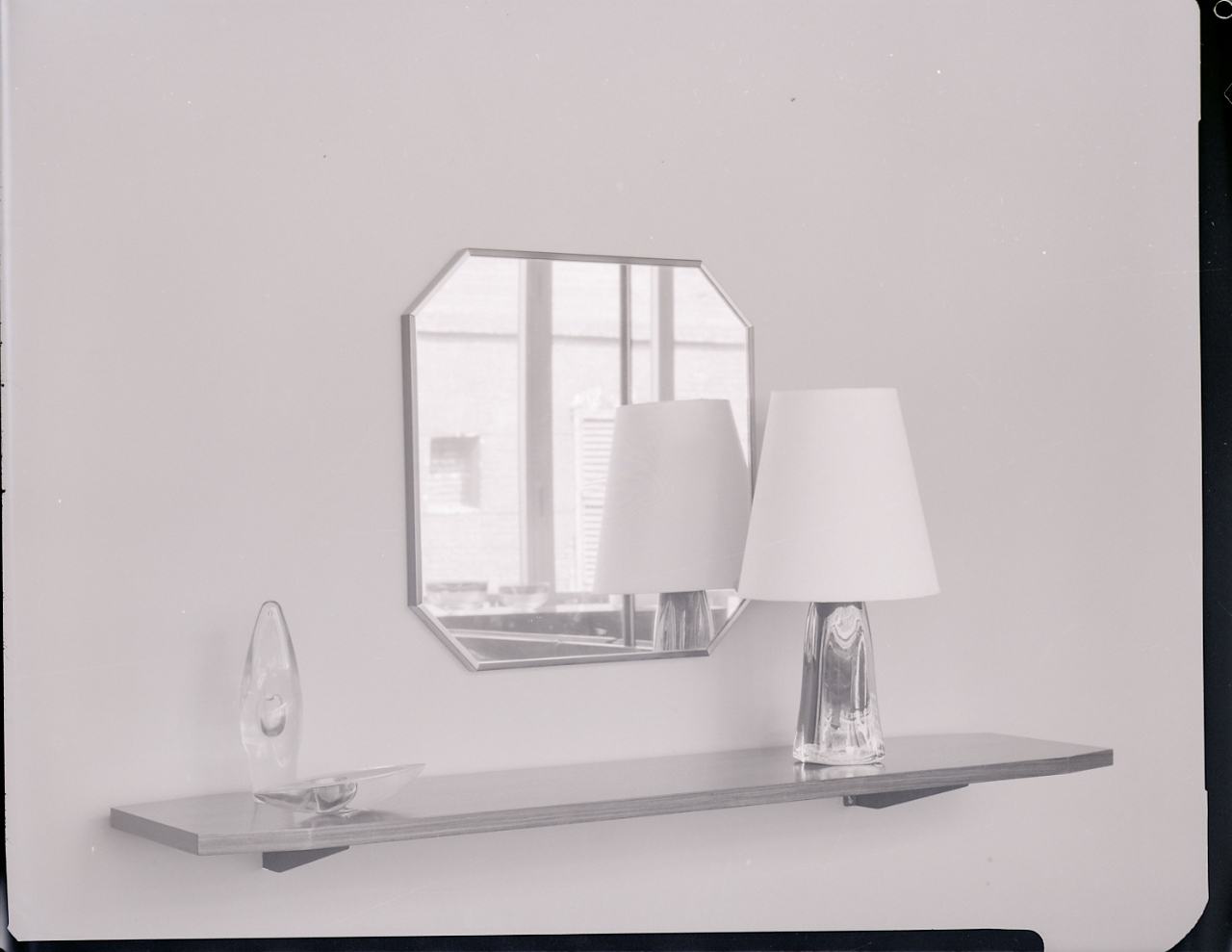
Osvaldo Borsani, mobilier pour la société Tecno. Photo de Paolo Monti.

## Biographie
Osvaldo Borsani naît à Varedo en Brianza en 1911 d'une famille de fabricants de meubles ayant une longue et solide tradition artisanale. À l'âge de seize ans, il commence à collaborer avec l'Atelier de Varedo, la société fondée par son père Gaetano. En 1931, il obtient le diplôme d'études secondaires artistiques de l'Académie des Beaux-Arts de Milan. La même année, il s'inscrit à la première année du Biennium d'architecture, puis obtient son diplôme en 1936 au Politecnico di Milano.
Il est mort à Milan en 1985.

## Dans les collections muséales
Les œuvres d'Osvaldo Borsani, produites par Tecno, sont exposées dans les musées suivants : Museum of Modern Art à New York et San Francisco, Victoria and Albert Museum à Londres, Centre Pompidou à Paris, Neue Sammlung à Munich, Triennale de Milan, Musée des arts décoratifs de Montréal.